# Cystiscus mosaica
Cystiscus mosaica is een slakkensoort uit de familie van de Cystiscidae. De wetenschappelijke naam van de soort is voor het eerst geldig gepubliceerd in 2005 door Wakefield & McCleery.